# Pfarrkirche Bachmanning

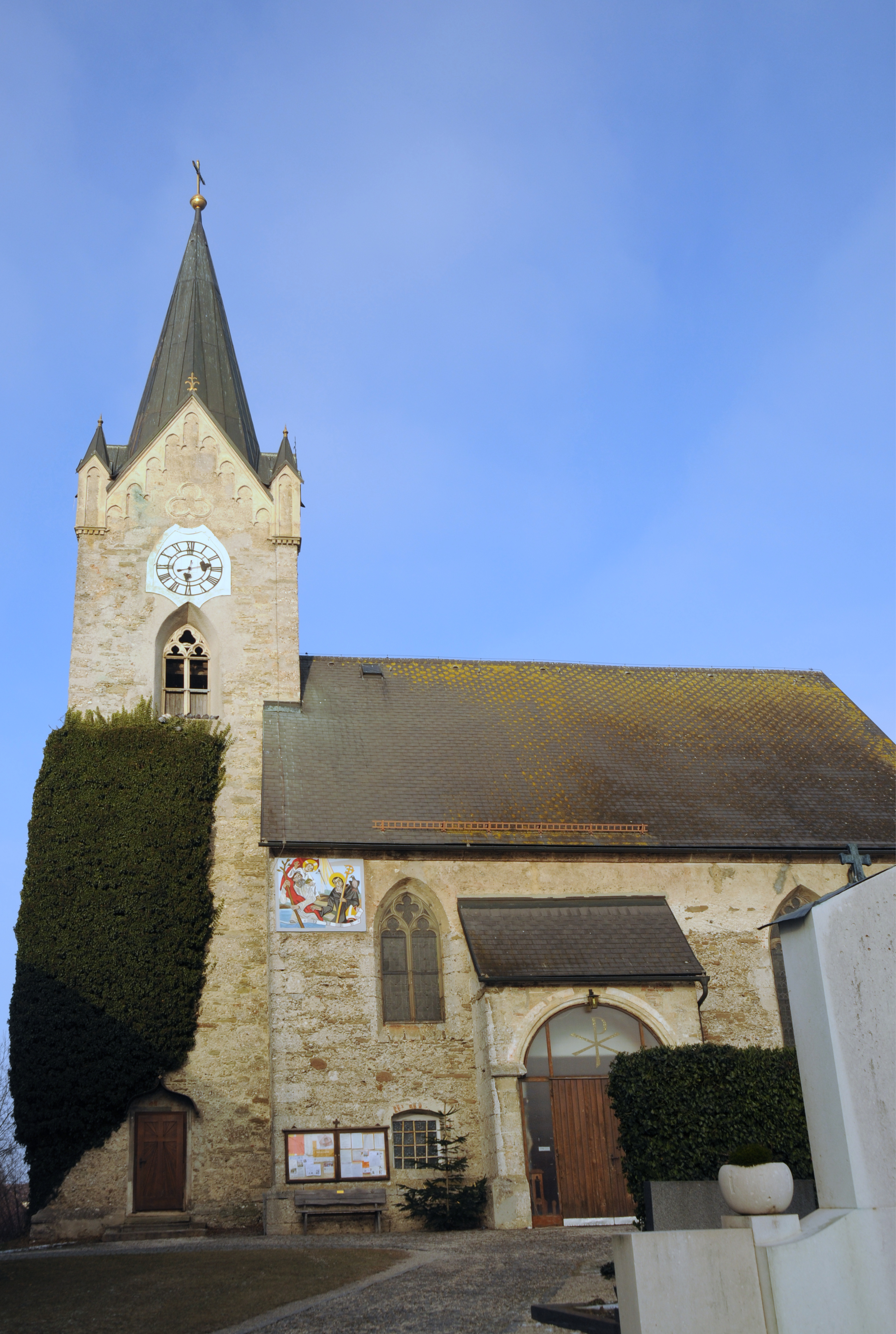
Kath. Pfarrkirche hl. Erasmus in Bachmanning

Die römisch-katholische Pfarrkirche Bachmanning steht im Ort Bachmanning in der Gemeinde Bachmanning im Bezirk Wels-Land in Oberösterreich. Die auf den heiligen Erasmus geweihte Kirche gehört zum Dekanat Gaspoltshofen in der Diözese Linz. Die Kirche steht unter Denkmalschutz.

## Geschichte
Eine Kirche wurde 927 urkundlich genannt. Der spätgotische Kirchenbau aus dem 15. Jahrhundert wurde außen stark erneuert.

## Architektur
Langhaus und Chor sind netzrippengewölbt. An das einschiffige dreieinhalbjochige Langhaus schließt der eingezogene niedrigere und aus der Achse gerückte einjochige Chor mit einem Fünfachtelschluss an. Fresken aus dem Ende des 15. Jahrhunderts wurden 1959 freigelegt. Der Westturm hat einen neuen Spitzhelm. Das spätgotische Südportal zeigt die Bauinschrift 1489 und hat eine Tür mit schweren spätgotischen Beschlägen.

## Ausstattung
Die Kanzel ist aus der Barockzeit. Die weitere Einrichtung ist neugotisch und wurde 1959 verändert. Der linke Seitenaltar trägt eine barocke Figurengruppe Krönung Mariens aus dem ersten Viertel des 18. Jahrhunderts.
Es gibt ein spätgotisches Vesperbild als Flachrelief aus dem Anfang des 16. Jahrhunderts, das 1955 restauriert wurde.